# Metropolitano de Almati
O Metropolitano de Almati é um sistema de metropolitano que serve a cidade cazaque de Almati.

## Linha
| Linha          | Cor      | Trajecto                | Inauguração           | Número de estações |
| -------------- | -------- | ----------------------- | --------------------- | ------------------ |
| Primeira linha | Vermelho | Raiymbek batyr ↔ Alatau | 1 de dezembro de 2011 | 9                  |